# Psalmi penitentiales
I Psalmi penitentiales sono una serie di componimenti poetici scritti dal poeta e umanista toscano Francesco Petrarca nel XIV secolo. Queste opere, ispirate ai salmi biblici, riflettono una profonda meditazione sulla condizione umana, il peccato e la ricerca di redenzione. Composti in volgare, i psalmi rappresentano una fusione tra la tradizione religiosa e la sensibilità laica dell'epoca.

## Contesto
Francesco Petrarca è considerato uno dei padri dell'umanesimo e un precursore della poesia moderna. I Psalmi Penitentiali sono stati composti in un periodo di intensa introspezione spirituale e crisi personale. La sua vita è stata segnata dalla ricerca di una dimensione trascendente in un'epoca caratterizzata da tumultuose trasformazioni sociali e politiche.

## Descrizione
I Psalmi Penitentiali sono caratterizzati da una struttura in versi liberi e da un linguaggio ricco e evocativo. Ogni componimento affronta temi di pentimento, umiltà e desiderio di salvezza. Petrarca utilizza il dialogo con Dio per esprimere il suo senso di colpa e la sua aspirazione a una vita migliore, riflettendo la tensione tra il desiderio umano e la grazia divina.
L'opera ha avuto un impatto significativo sulla letteratura italiana e sulla poesia europea. I Psalmi Penitentiali hanno influenzato numerosi poeti e scrittori, sottolineando l'importanza del sentimento personale e della soggettività nell'espressione artistica. La combinazione di elementi religiosi e umanistici nei suoi testi ha aperto la strada a nuove forme di scrittura, contribuendo a una maggiore esplorazione dell'interiorità umana.
I Psalmi Penitentiali di Petrarca non sono solo un'importante testimonianza della sua fede e delle sue riflessioni personali, ma rappresentano anche un'opera fondamentale della letteratura rinascimentale. Attraverso questi testi, Petrarca continua a ispirare lettori e studiosi, invitandoli a riflettere sulla natura del peccato, della redenzione e del rapporto con il divino.

## Edizioni
- Donatella Coppini (a cura di), Psalmi penitentiales orationes, collana Petrarca del centenario, 2010, ISBN 9788860870704.